# Jan Hendrik van Gilse
Jan Hendrik (Janric) van Gilse (München, 5 juni 1912 – Den Haag, 28 maart 1944) was een Nederlandse communist en verzetsman tijdens de Tweede Wereldoorlog. Van Gilse, reclametekenaar/graficus van beroep, was een zoon van de componist Jan van Gilse, en broer van Maarten van Gilse, eveneens verzetsstrijder.
In 1937 vertrok Janric van Gilse naar Spanje, waar hij voor het CPN-bestuur de verbindingsman was voor de Nederlandse leden van de Internationale Brigades in Barcelona. Eind 1938 keerde hij terug. Op grond van zijn Spaanse ervaring kreeg hij kort na de Februaristaking de opdracht van de militaire commissie van de CPN het militaire verzet in Nederland te organiseren. 
Samen met Max Meijer en Gerben Wagenaar richtte hij de Militaire Commissie, of Militair Contact (MC) op. Voor de CPN vervalste hij persoonsbewijzen en was hij betrokken bij verschillende aanslagen en overvallen. In februari 1944 bevrijdde hij, samen met onder andere Karel Pekelharing, zijn echtgenote Truus van Everdingen, die uit het Arnhemse Huis van bewaring naar het ziekenhuis vervoerd werd. 
Op 28 maart 1944 zou er een vergadering plaatsvinden in de Fultonstraat 19 in Den Haag. Als gevolg van verraad waren er SD-agenten in het pand aanwezig. Er was geen tijd meer mensen te waarschuwen, en de verzetslieden liepen die middag de een na de ander in de SD-val. Van Gilse werd bij een vluchtpoging doodgeschoten. Het is onbekend waar hij begraven ligt. Op 1 oktober 1943 was zijn jongere broer Maarten (Mik) van Gilse ook al door de Duitsers geëxecuteerd. Lin Jaldati schrijft in de autobiografie Lied van verzet (samen met Eberhard Rebling, 2024, vertaling van Sag nie, du gehst den letzten Weg, Berlijn, 1986) uitvoerig over Janric van Gilse, ze waren goed bevriend. 